# Heo Jun (Mediziner)

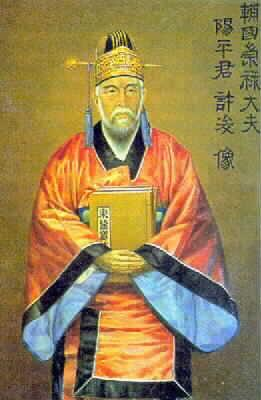
Porträt des Mediziners in seinen späteren Jahren

Heo Jun (koreanisch: 허준) (* 1539 in Gayangdong, heute Gangseo-gu (강서구), Seoul, Südkorea; † 9. Oktober 1615 ebenda) war ein bedeutender Mediziner und Leibarzt des Königs während der Zeit der Joseon-Dynastie (조선 왕조) (1392–1910) in Korea.

## Leben
Heo Jun, auch unter dem Namen Cheongwon (淸源) und seinem Schriftstellernamen Gu’am (龜岩) bekannt, wurde 1539 in Gayangdong, das heute zu dem Stadtteil Gangseo-gu (강서구) in Seoul gehört, in das Haus einer angesehenen Familie geboren, die im Militärdienst tätig war. Er war der 20. Nachkomme von Heo Sunmoon (許宣文), der den Yangcheon Heo Klan (陽川許氏) gründete. Er war der Sohn von Heo Ron (허론) und einer Kunkubine, was ihm in der Familie Nachteile erbrachte. Im Militärdienst konnte er daraufhin keine Karriere anstreben. Er musste stattdessen eine medizinische Ausbildung beginnen.
Im Alter von 33 Jahren bekam er eine Anstellung im Naeuiwon (내의원), dem Hospital am Hofe des Königs Seonjo (선조) (1552–1608), wurde mit 37 Jahren Leibarzt des Königs und als der Sohn des Königs, Kronprinz und späterer König Gwanghaegun (광해군) (1575–1641), im Jahr 1590 an Pocken erkrankte, zeigte Heo Jun keine Angst wie andere Mediziner am Hofe und heilte des Kronprinzen Pockenkrankheit. König Seonjo dankte ihm mit einem Posten in der Regierung, der mit dem dritten Rang in deren Hierarchie versehen war.
Nachdem 1592 japanische Truppen unter der Führung von General Toyotomi Hideyoshi (豊臣 秀吉) in Joseon einfielen und der Königshof fliehen musste, erwarb sich Heo Jun weiteren tiefen Respekt von König Seonjo. Dieser beauftragte ihn daraufhin 1596 mit der Erstellung eines medizinischen Werkes, das 1613 mit der Veröffentlichung als Donguibogam (동의보감, 東醫寶鑑) in die Geschichte eingehen sollte. Ebenfalls 1596 bekam Heo Jun für seine herausragenden Leistungen einen weiteren Posten in der Regierung, die den zweiten Rang in der Hierarchie bedeutete.
Als im Jahr 1600 dann der Chef der Mediziner am Hofe, Yang Yesu (楊禮壽) verstarb, wurde Heo Jun diese Position übertragen. Als dann aber im Jahr 1608 König Seonjo im Alter von 56 Jahren verstarb, wurde Heo Jun für dessen Tod verantwortlich gemacht und in das Exil nach Uiju (의주) geschickt. König Gwanghaegun, den Heo Jun seinerzeit von den Pocken geheilt hatte und der ihm sein Leben verdankte, hielt seine schützenden Hand über ihn und bewahrte ihn vor der Hinrichtung. Im Exil schrieb er weiter an dem Werk Donguibogam und einige weitere Bücher, bis König Gwanghaegu ihn aus dem Exil entließ. Er vollendete das Werk und er konnte bis zu seinem Tod am Naeuiwon angehende Mediziner ausbilden.
Heo Jun beschrieb in dem Werk Donguibogam die koreanische Medizin als eine Form der Östlichen Medizin. Dabei merkte er an, dass die Form der Medizin, die bisher nicht angewandt wurde, die traditionelle Medizin Koreas geformt hat und damit unabhängig von der traditionellen Chinesischen Medizin, verstanden werden muss. Auch richtete er sein Verständnis von Medizin an der daoistischen Lehre aus.

## Heo Jun Museum
Heo Jun zu Ehren wurde in Seoul das Heo Jun Museum (허준물관) eröffnet, das sich mit der Lebensgeschichte des Mediziners beschäftigt und die Bedeutung seiner Werke für Korea beschreibt.

## Werke
- 1605 – The Naeui Sunsaen An, 內醫先生案 – Liste der königlichen Mediziner
- 1607 – Unhae Taesan Jipyo, 諺解胎産集要 – Sammlung von Grundlagen über Geburtshilfe mit koreanischer Übersetzung
- 1608 – Unhae Gugeupbang, 諺解救急方 – Handlungsanweisungen für Notfälle mit koreanischer Übersetzung
- 1608 – Unhae Duchang Jipyo, 諺解痘瘡集要 – Sammlung von Grundlagen über Pocken mit koreanischer Übersetzung
- 1610 – Dongui Bogam, 東醫寶鑑 – Geschätztes Spiegelbild östlicher Medizin
- 1612 – Chando Banglon Magkyul Jipseong, 纂圖方論脈訣集成 – Sammlung von Handlungsanweisungen, Doktrien, Pulsmessungen, u. w.
- 1613 – Shinchan Byukonbang, 新纂辟瘟方 – Neu zusammengestellte Handlungsanweisungen, um Epidemien abzuwehren
- 1613 – Byukyeok Shinbang, 辟疫神方 – Anweisungen für Vorhersagen um Epidemien zu verhindern
- 16?? – Napyak Jeungchi Bang, 臘藥症治方 – Jahresende Medizin
- 16?? – Yukdae Uihak Sungshi, 歷代醫學姓氏 – Namen von Mediziner in der Geschichte[1]